# ياميت
ياميت (عبرية: ימית) كانت مستوطنة إسرائيلية في الأراضي المصرية قرب رفح في شمال سيناء، أجلي منها سكانها من بدو سيناء لإنشاء مستوطنة إسرائيلية بعد الاحتلال الإسرائيلي لشبه جزيرة سيناء المصرية عام 1967 م، بعد أن شنت هجوم على مصر وسوريا والأردن واحتلت سيناء والجولان والضفة الغربية للأردن. أخليت لاحقاً، بعد تولي محمد أنور السادات الحكم بعد جمال عبد الناصر، حينها عمل على تسوية مشاكل الدولة الداخلية وإعداد مصر لخوض حرب لتحرير سيناء. في 6 أكتوبر 1973 في تمام الثانية ظهراً، نفذت القوات المسلحة المصرية والقوات المسلحة العربية السورية هجوماً على القوات الإسرائيلية في كل من شبه جزيرة سيناء والجولان. بدأت الحرب على الجبهة المصرية بالضربة الجوية التي شنتها القوات الجوية المصرية ضد القوات الإسرائيلية، وعبرت القوات المصرية إلى الضفة الشرقية ورفعت العلم المصري. وتقع اليوم قرب قرية أبو شنار وكانت هناك مبادرة لإنشاء مدينة الفيروز تبنتها جريدة الأهرام في الثمانينات.
يقع بها مقر الشركة الوطنية للصناعات الغذائية التابعة لجهاز مشروعات الخدمة الوطنية المملوك لوزارة الدفاع المصرية.